# (25143) Itokawa
Pour les articles homonymes, voir Itokawa.
(25143) Itokawa est un astéroïde Apollon découvert par LINEAR, le 26 septembre 1998. Il a été nommé en l'honneur de Hideo Itokawa, considéré comme le « père » de l'astronautique japonaise.

## Hayabusa

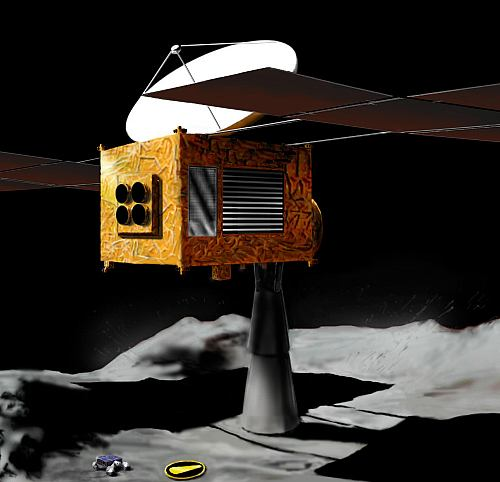
Vue d'artiste de la sonde Hayabusa, avec en bas le marqueur permettant à la sonde de déterminer son altitude et un peu plus à gauche, le mini-robot Minerva.

La sonde spatiale Hayabusa, de l'Agence d'exploration aérospatiale japonaise (JAXA), s'est posée sur l’astéroïde le 19 novembre 2005.
Des prélèvements d'échantillons et le dépôt d'un mini-robot, Minerva, étaient prévus. Le robot semble avoir manqué son but, quant aux échantillons collectés, leur retour sur Terre initialement prévu durant l'été 2007, a finalement eu lieu le 13 juin 2010, date de récupération dans le désert australien de la capsule censée contenir les précieuses poussières d'astéroïde et larguée par Hayabusa. La sonde Hayabusa s’est pour sa part désintégrée dans l'atmosphère terrestre le même jour.
Après des mois d’analyse, la Jaxa a annoncé le 16 novembre 2010 que l’analyse des particules récoltées par Hayabusa avait confirmé leur origine extraterrestre. Le Japon devient ainsi le premier pays à s’être posé sur un astéroïde et en avoir rapporté des échantillons sur notre planète.

## Caractéristiques
Itokawa est un astéroïde géocroiseur et aréocroiseur. Il mesure moins d'un kilomètre de long : il ne provoquerait qu'une dévastation « régionale » s'il venait à heurter notre planète.
Itokawa semble couvert de gros fragments rocheux en surface et en est probablement intégralement constitué. On le considère pour cette raison comme le premier exemple photographié d'agglomérat lâche, un type de corps très poreux et s'opposant à un autre type : les corps monolithiques.